# Acinodendron coeleste
Acinodendron coeleste là một loài thực vật có hoa trong họ Mua. Loài này được (Pav. ex D. Don) Kuntze mô tả khoa học đầu tiên năm 1891.